# Сиртори
Сиртори (итал. Sirtori) је насеље у Италији у округу Леко, региону Ломбардија.
Према процени из 2011. у насељу је живело 1953 становника. Насеље се налази на надморској висини од 461 м.

## Становништво
Према резултатима пописа становништва 2011. у општини је живело 2.920 становника.
| 1931. | 1936. | 1951. | 1961. | 1971. | 1981. | 1991. | 2001. | 2011. |
| ----- | ----- | ----- | ----- | ----- | ----- | ----- | ----- | ----- |
| 1.260 | 1.228 | 1.173 | 1.282 | 1.722 | 1.883 | 2.379 | 2.616 | 2.920 |